# 关于军队院校无产阶级文化大革命的紧急指示
《关于军队院校无产阶级文化大革命的紧急指示》，简称《紧急指示》，是1966年10月5日中共中央军委、中国人民解放军总政治部发出的文件，要求军队院校的文化大革命完全按照《中国共产党中央委员会关于无产阶级文化大革命的决定》办、运动初期的政治结论一律无效、个人检讨材料交还本人、工作组整理的材料同群众商量处理办法、取消党委对军队院校的运动领导。同日，中共中央批转下发各单位，认为这个文件对全国县以上大中学校都适用。

## 历史
1966年10月5日，根据林彪的建议，中央军委、总政治部发出《关于军队院校无产阶级文化大革命的紧急指示》，要求和地方院校一样，军队院校完全按《关于无产阶级文化大革命的决定》办，要充分发扬民主，要大鸣、大放、大字报、大辩论。并指出，以前中央军委、总政治部作出的“关于军队院校的文化大革命运动在撤出工作组后由院校党委领导”等规定，“已不适合当前的情况，应当宣布取消。”同日，中共中央转发了这一指示，并指出，“中央认为，这个文件很重要，对于全国县以上大中学校都适用”，要“坚决贯彻执行”。从此，全军院校乃至于全国掀起了“踢开党委闹革命”的浪潮。全军除野战部队以外，各级党委受到严重冲击，军队院校党组织陷于瘫痪。

## 内容
1. 军队院校的文化大革命运动，完全按照《十六条》办。以前军委总政对院校文化大革命的个别规定全部取消。
2. 运动初期被院校党委和工作组打成“反革命”、“反党分子”、“右派分子”和“假左派、真右派”等的人，一律无效，予以平反，当众恢复名誉。
3. 个人被迫写出的检讨材料全部交还本人处理，党委或工作组以及别人整理的材料应同群众商量处理办法。
4. 取消党委对院校的运动领导。